# 哈德良圖書館
哈德良圖書館（Hadrian's Library）是羅馬帝國皇帝哈德良於西元132年修建的一個圖書館，位於雅典衛城的北側。哈德良圖書館仿照了古羅馬廣場的建築風格。

## 外部連結
- 维基共享资源上的相關多媒體資源：哈德良圖書館